# 田中義廉
田中 義廉（たなか よしかど、天保12年2月11日（1841年4月2日） - 明治12年（1879年）10月3日）は日本の洋学者、教科書編纂者。号は天口酔史。博物学者の田中芳男は実兄。

## 生涯
信濃国伊那郡飯田城下（現在の長野県飯田市）に医師・田中隆三（如水）の六男として生まれた。幼名は大輔。兄の芳男とともに名古屋の伊藤圭介の門下となり、蘭学や医学を学ぶ。安政6年（1859年）江戸に出て、林洞海に蘭学や本草学を学ぶ。また海軍兵学と蒸気機関の研究に専念し、英語やフランス語を修めた。慶応3年（1867年）に幕府に出仕し、幕府海軍士官となる。同4年（1868年）の上野戦争では彰義隊に属した。明治2年（1869年）には新政府の海軍御用掛となって海軍操練所の設立に協力し、兵学大助教に進むが、学制発布を受けて、同5年（1872年）には文部省に転属し、小学校教科書の編纂に着手し、「小学読本」を発行。翌年（1873年）退官後も、従前の事業に専念し、同7年（1874年）「小学日本文典」、同8年（1875年）「万国史略」、同10年（1877年）「日本史略」「物理新編」など多くの教科書を手掛けた。同11年（1878年）教育社を設立して「内外教育新報」を発行。墓所は青山霊園(1イ4-6)